# Нти, Опоку
Сэмюэль Опоку Нти (англ. Samuel Opoku Nti; род. 23 января 1961, Кумаси) — ганский футболист, игравший на позиции нападающего.

## Биография

### Карьера в сборной
Считается, что Опоку Нти был лучшим футболистом Ганы 1980-х годов[кем?], до того, как на первый план вышел Абеди Пеле. Опоку Нти в составе сборной Ганы выиграл Кубок африканских наций в 1982 году, но в 1984 году команда выступила неудачно и выбыла на групповом этапе. Во время Кубка Африки 1992 года он, из-за спорного решения тренера, оставался на скамейке запасных на протяжении большей части турнира в пользу Мохаммеда Гарго, Стэнли Абора и Нии Лэмпти, которые были значительно менее опытны, чем Нти.

### Клубная карьера в Африке
Прозвище «Зико» получил в честь бразильского футболиста и игрока года по версии ФИФА 1983 года. В 1983 году Опоку Нти, играя за «Асанте Котоко», занял второе место в престижном конкурсе «Африканский футболист года». В том же году Африканская ассоциация спортивных обозревателей назвала его лучшим игроком Африки. В этом же году победный гол Опоку Нти позволил «Асанте Котоко» выиграть Африканский Кубок чемпионов, победив египетский «Аль-Ахли» в финале в Кумаси. На 16-й минуте финала кубка контратаку инициировал правый защитник Котоко Эрнест Апау. Сильный полузащитник «Мясник» Яхья Кассум продолжил атаку и отправил пас на скоростного правого вингера Джона Смита Баннермана. Баннерман пронёсся мимо надёжного левого защитника «Аль-Ахли» Раби Ясина и отдал пас на Опоку Нти, который забил мяч мимо сбитого с толку вратаря «Аль-Ахли» Табета Эль-Баталя в сетку, тем самым вызвав восторженную реакцию фанатов «Котоко».

### Карьера в Европе
В 1984 году Опоку Нти перешёл в клуб чемпионата Швейцарии «Серветт». Проведя один сезон в клубе и поссорившись с тренером, Нти перешёл в «Арау» Оттмара Хитцфельда, где провёл следующие три сезона, прежде чем перейти в другую швейцарскую команду «Баден».

## Достижения

### Командные
«Асанте Котоко»
- Чемпион Ганы (4): 1980, 1981, 1982, 1983
- Обладатель Кубка Ганы: 1984
- Победитель Лиги чемпионов КАФ: 1983

Сборная Ганы
- Победитель Кубка Африканских наций: 1982